# UTC+4:30
UTC+4:30 користи се у југозападној Азији.

## Као стандардно време (целе године)
- Авганистан